# Sankt Gabriels katolska kyrka, Uddevalla
Sankt Gabriels katolska kyrka (tidigare Bleketkyrkan), är en kyrkobyggnad belägen i Uddevalla kommuns centralort. Kyrkan tillhör Stockholms katolska stift och Sankt Petri katolska församling. Kyrkan invigdes första gången 1963 och fungerande från 1974 till 2023 som församlingskyrka tillhörande Bäve församling, Göteborgs stift. 
På annandag påsk, den 1 april 2024, invigde kardinal Anders Arborelius S:t Gabriels katolska kyrka.

## Kyrkobyggnaden
Blekets stadsdelskyrka är byggd 1962–1963 efter ritningar av Uddevallaarkitekten Carl-Anders Hernek. Invigningen skedde 8 september 1963. Intill kyrkan byggdes ett församlingshem. En om- och tillbyggnad utfördes 1991 med Gunnar Hammarström som arkitekt. Korfönstret är ritat och tillverkat av Kurt Dejmo 1963.
Bleketkyrkan har sålts av Svenska kyrkan till Stockholms katolska stift och den 1 juli 2023 övertog S:t Petri katolska församling i Trollhättan, kyrkan från Bäve församling, Svenska kyrkan. Den invigdes som S:t Gabriels katolska kyrka den 1 april 2024. Vid den katolska invigningen 2024 lades reliker in under altarskivan från heliga Elisabeth Hesselblad, helige Josemaria Escrivá och helige Rafael Kalinowski.
Byggnaden har ett brant sadeltak som täcks av skiffer. Kyrksalen är avskiljbar från själva kyrkorummet. Kyrkans interiör har träpanelat tak i naturfärg och fasta bänkkvarter. Bakom altaret finns ett smalt färgglasfönster som går från golv till den spetsiga taknocken. 
Klockstapeln är byggd 1963. I den hänger en klocka från Stora Pölsans fyrskepp, deponerad av Sjöfartsverket.

## Inventarier
- Altaret är fristående och i kalksten med huggspår i dekorativt mönster.
- Predikstolen är utförd i kalksten med samma mönsterbehandling som altaret. Mittpartiet är av obehandlat trä.
- Korsväggen är utsmyckad med evangelistsymboler, som tillkom till 20-årsjubileet 1983 och är utförda av Kurt Dejmos.
- Dopfunten består av kalksten med samma mönsterbehandling som predikstol och altare.
- Dopskålen i silver liksom mattan vid dopfunten är gåvor från Uddevalla Husmodersförening.
- Gobelängen på väggen där intill är vävd av Ulla Britt Dejmo och skänkt av Arbetskretsen.
- Orgeln med elva stämmor installerades 1969 och är tillverkad av Hammarbergs Orgelbyggeri AB.

## Bildgalleri

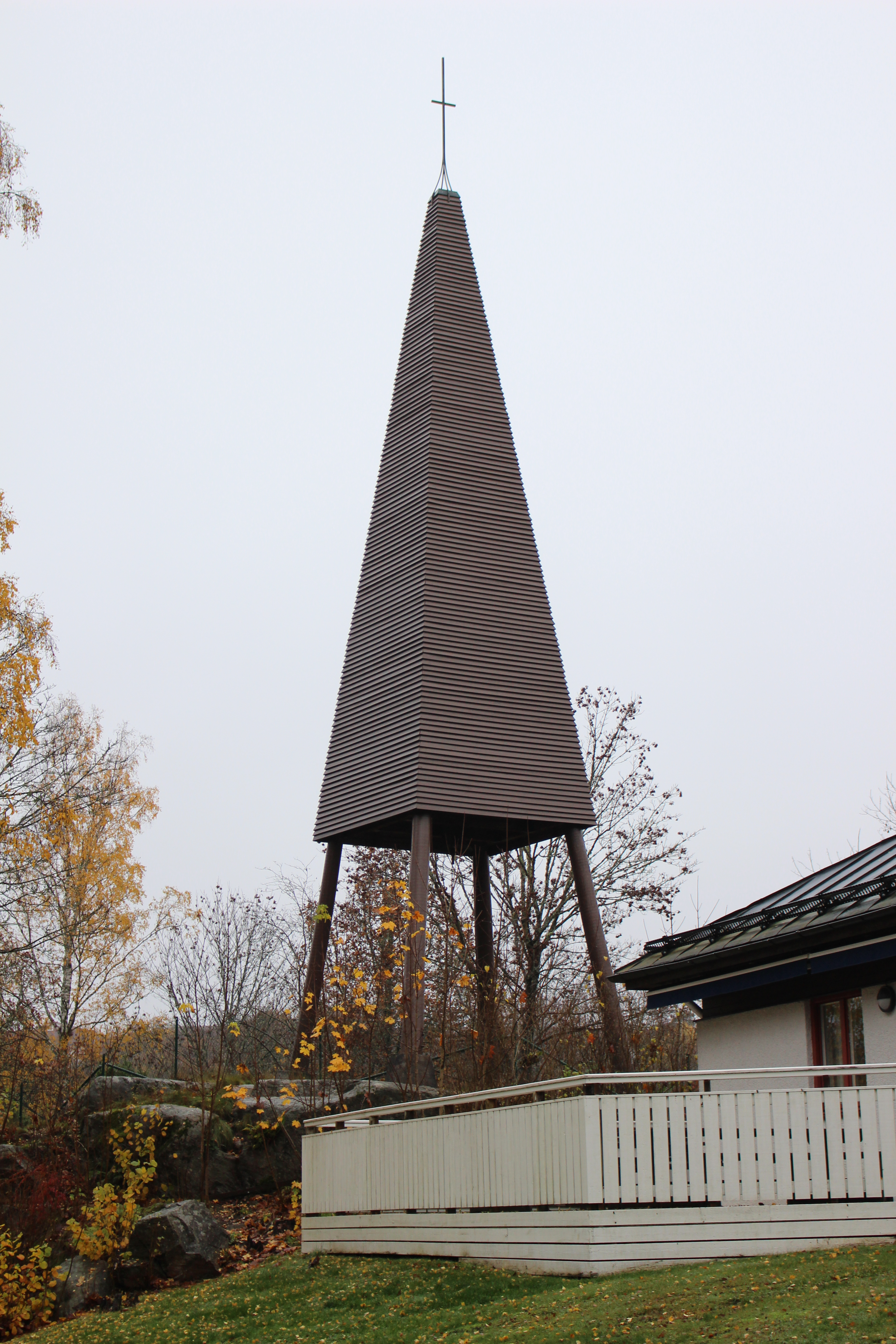
Klockstapeln
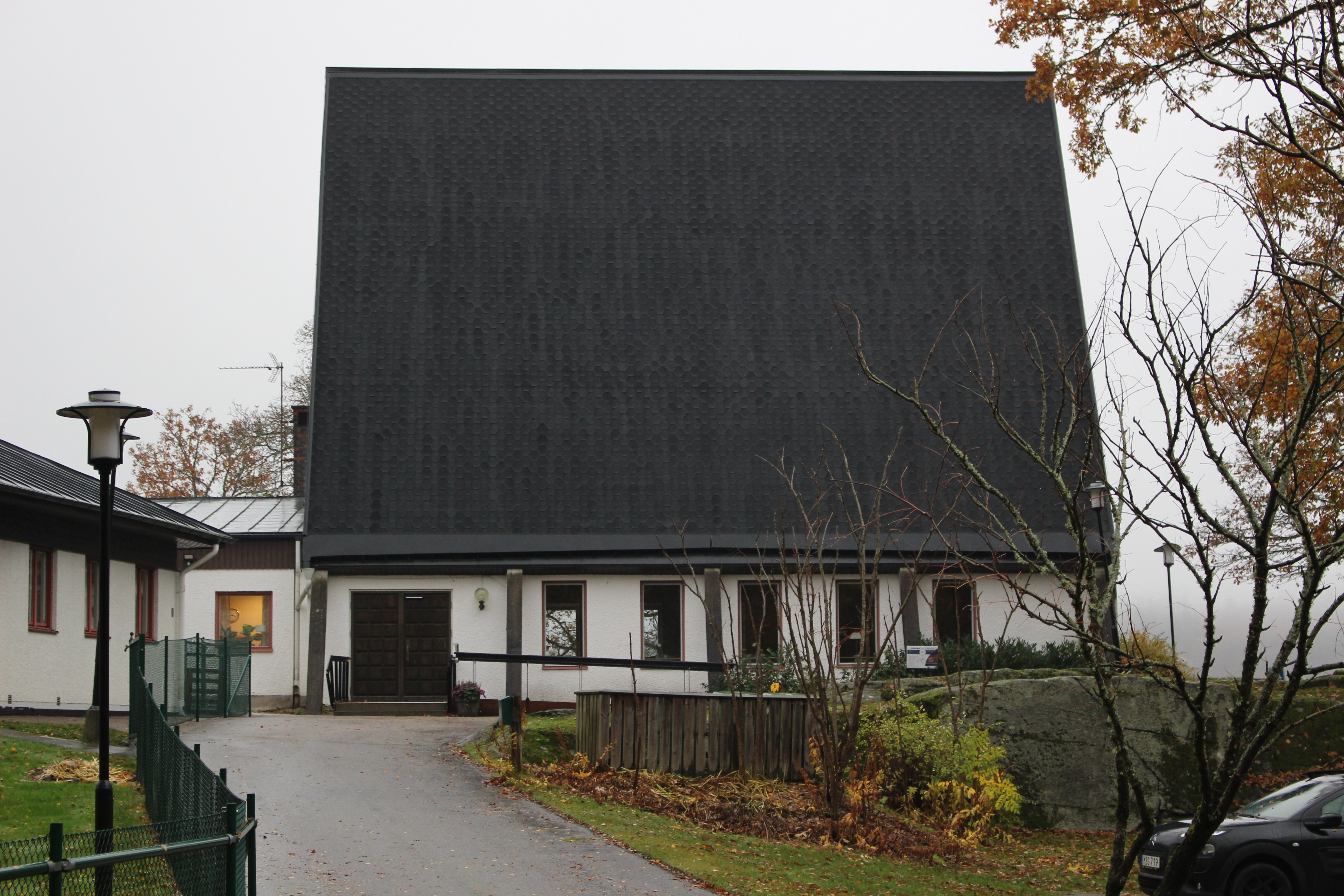
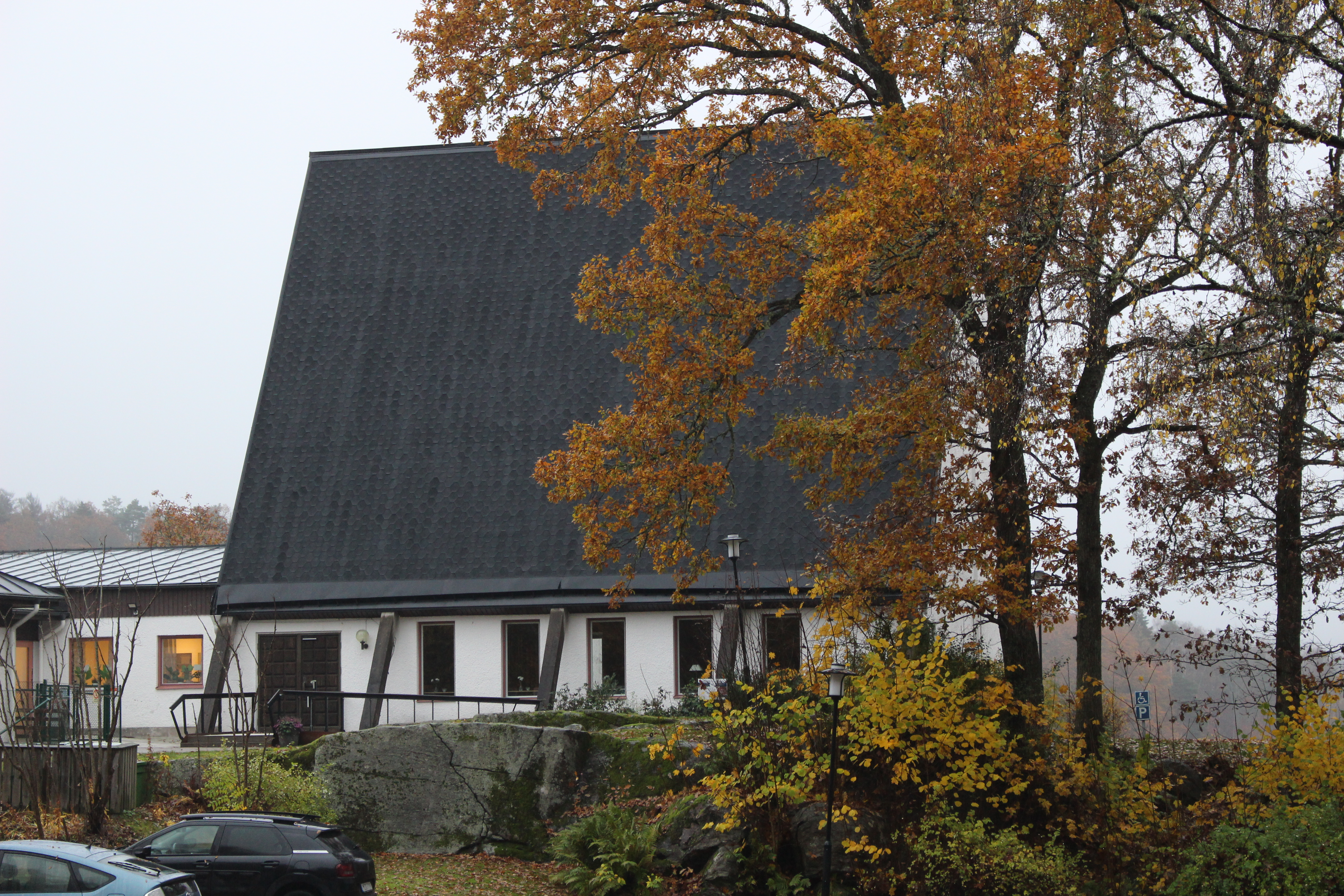